# NGC 3260
NGC 3260 هي مجرة تتبع كوكبة مفرغة الهواء. اكتشفها جون هيرشل في 12 مايو 1834.

## روابط خارجية
- NGC 3260 على موقع ويكي سكاي: DSS2, SDSS, GALEX, IRAS, Hydrogen α, X-Ray, Astrophoto, Sky Map, Articles and images